# بطولة أمريكا الجنوبية لكرة القدم للسيدات 2006
بطولة أمريكا الجنوبية لكرة القدم للسيدات 2006 (بالإسبانية: Campeonato Sudamericano Femenino de 2006)‏ هو الموسم 5 من  كوبا أمريكا فمنينا. أقيم في 2006، وأشرف على تنظيمه كونميبول، وكان عدد الأندية المشاركة فيه  10، وفاز فيه منتخب الأرجنتين لكرة القدم للسيدات.